# Сёнандай (станция)

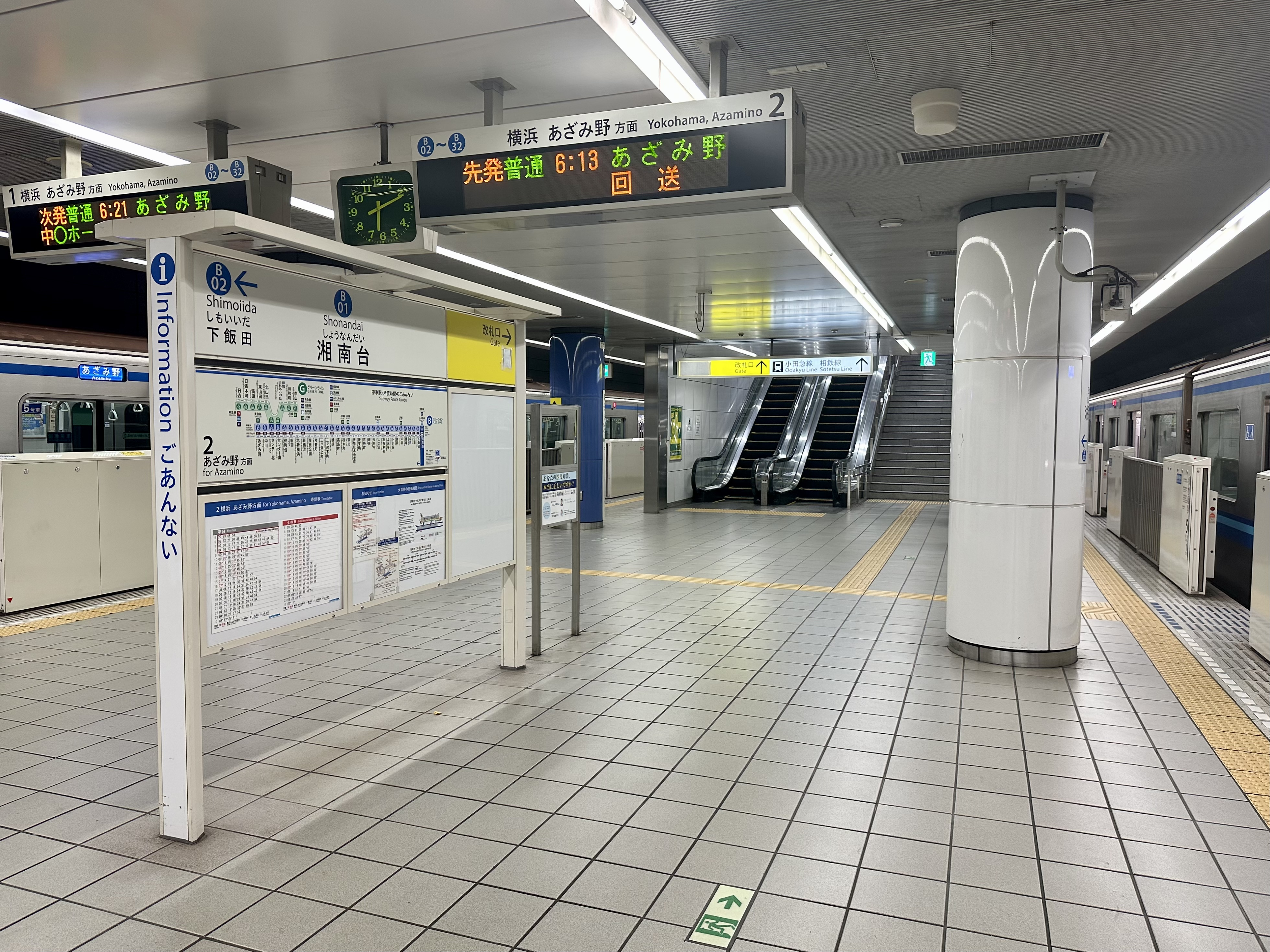
Платформы Голубой Линии метро

Станция Сёнандай (яп. 湘南台駅 сё:нандай эки)} — железнодорожная станция на линиях Эносима, Идзумино и Синей Линии метрополитена Иокогамы расположенная в городе Фудзисава, префектуры Канагава. Станция расположена в 15,1 километра от конечной станции линий Эносима - Сагами-Оно, а также является конечной для линии Идзумино и Синей Линии метрополитена Иокогамы. Станция была открыта 7-го ноября 1966 года на линии Эносима. Станция была значительно перестроено в связи с тем что 1999 году до неё начали ходить линия Идзумино(10 марта) и Синяя Линия метрополитена Иокогамы(29 августа). На станции установлены автоматические платформенные ворота.

## Линии
- Odakyu Electric Railway
  - Линия Эносима
- Sagami Railway
  - Линия Идзумино
- Yokohama Municipal Subway
- Синяя Линия (B01)

## Планировка станции

### Одакю
2 пути и 2 платформы бокового типа.
| 1 | ■ Линия Эносима | Фудзисава, Катасэ-Эносима           |
| 2 | ■ Линия Эносима | Ямато, Сагами-Оно, Матида, Синдзюку |

### Sagami Railway
2 пути и одна платформа островного типа.
| 1, 2 | ■ Линия Идзумино | Футаматагава, (Линия Сотэцу) Иокогама |

### Yokohama Municipal Subway
2 пути и одна платформа островного типа.
| 1, 2 | ■ Синяя Линия | Тоцука, Ками-Оока, Иокогама, Син-Иокогама, Адзамино |

## Близлежащие станции
| «                                           |                  | Линия                    |                 | »                 |
| Линия Эносима                               | Линия Эносима    | Линия Эносима            | Линия Эносима   | Линия Эносима     |
| ------------------------------------------- | ---------------- | ------------------------ | --------------- | ----------------- |
| Ямато                                       |                  | Rapid Express (快速急行) |                 | Фудзисава         |
| Тёго                                        |                  | Express (急行)           |                 | Фудзисава         |
| Тёго                                        |                  | Local (各駅停車)         |                 | Муцуай-Нитидаймаэ |
| Линия Идзумино                              |                  |                          |                 |                   |
| Юмэгаока                                    |                  | Local (各駅停車)         |                 | Конечная станция  |
| Юмэгаока                                    |                  | Rapid (快速)             |                 | Конечная станция  |
| Yokohama Municipal Subway Синяя Линия (B01) |                  |                          |                 |                   |
| Конечная станция                            | Конечная станция | -                        | Симо-Иида (B02) | Симо-Иида (B02)   |